# Rindernierenfett

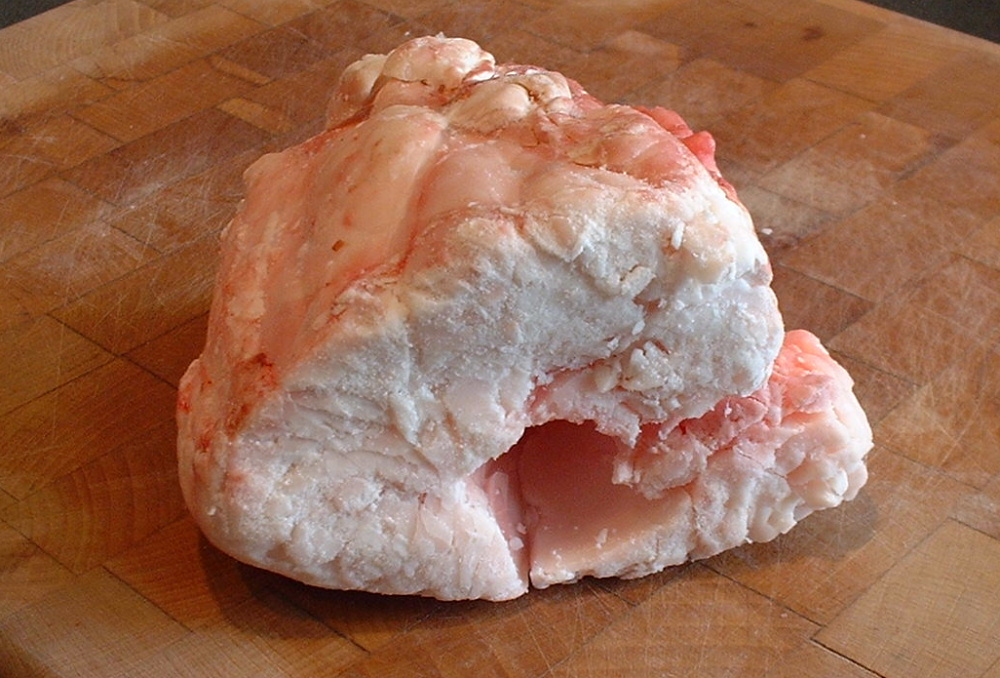
Frisches Rindernierenfett

Rindernierenfett ist ein Schlachtfett, das aus dem die Nieren umgebenden Fettgewebe des Rinds gewonnen wird.
Zur Herstellung wird das frische Fettgewebe – ähnlich wie bei der Schmalzherstellung aus Speck – zerkleinert und gründlich gewässert, anschließend das Fett bei schwacher Hitze ausgelassen und filtriert.
Anders als der übrige Rindertalg, der wegen seines hohen Schmelzpunkts zum Kochen kaum verwendet wird, ist Rindernierenfett zum Braten und Backen gut geeignet und vor allem in der englischen und amerikanischen Küche verbreitet. In Belgien werden Pommes frites traditionell auch heute noch vielfach in Flomenschmalz aus Rindernierenfett frittiert.
Nach den jüdischen Speisevorschriften ist Rindernierenfett als Chelev nicht koscher, darf also nicht verzehrt werden.